# 彼得羅夫斯克 (薩拉托夫州)
52°19′00″N 45°23′00″E / 52.3167°N 45.3833°E
彼得羅夫斯克（羅馬化：Petrovsk）是俄羅斯薩拉托夫州的一個城市，位於薩拉托夫西北104公里的梅德韋季察河畔。2002年人口33,956人。
1698年建立堡壘，翌年以彼得大帝為名。1780年建市。